# MR 73 – Bis dass der Tod dich erlöst
MR 73 – Bis dass der Tod dich erlöst ist ein französischer Kriminalfilm von Olivier Marchal aus dem Jahr 2008.

## Handlung
Louis Schneider ist Kriminalbeamter bei der Mordkommission in Marseille. Seit einem schweren Unfall, bei dem seine Tochter starb und seine Frau so schwer verletzt wurde, dass sie seitdem im Wachkoma liegt, ist er ein gebrochener Mann. Als schwerer Alkoholiker findet er nur noch selten zu seiner früheren Form zurück. Seine Kollegen decken ihn, doch wird er zum Nachtdienst zwangsversetzt, als er in volltrunkenem Zustand den Fahrer eines Linienbusses  mit vorgehaltener Waffe zum Kurswechsel zwingt, um nach Hause gebracht zu werden. Schneider ist zu dieser Zeit mit Ermittlungen einer Mordserie befasst, der bereits drei Frauen zum Opfer gefallen sind. Stets wurden die Frauen bestialisch ermordet, nachdem der Täter sie vergewaltigt hatte. Die 64-jährige Vera Rosenbaum wird das vierte Opfer des Täters; Schneider findet in ihrer Wohnung eine Katze, die er bei sich aufnimmt.
Während Schneider in Georges und der jüngeren Marie Fürsprecher unter den Kollegen hat, ist Konkurrent Kovalski sein Todfeind. Als dieser im Streit Anspielungen auf Schneiders Frau macht, prügeln sich die beiden. Das Bild kommt in die Zeitung und fällt so der jungen Justine in die Hände. Sie erkennt in Schneider den Polizisten wieder, der einst im Mordfall ihrer Eltern am Tatort aktiv war. Justines Eltern fielen vor 25 Jahren dem brutalen Charles Subra in die Hände, der nun vermeintlich zum Christentum bekehrt und reuig vorzeitig aus der Haft entlassen werden soll. Justine sucht Schneider auf, der ihr Einzelheiten vom Tatort berichtet.
Obwohl Schneider dienstlich nicht mehr im Fall der Frauenmorde aktiv werden darf, ermittelt er weiter. Er findet heraus, dass es die Gemeinsamkeit aller Opfer war, ein Haustier besessen zu haben, kann eine Verbindung zur Luxus-Tierpension Chenil du Sud herstellen und durch einen DNA-Vergleich den Laufburschen der Pension Mathias als Täter identifizieren. Um Kovalski nicht den Ermittlungserfolg überlassen zu müssen, entwendet Schneider das DNA-Gutachten und weiht nur Georges in seine Erkenntnisse ein. Zu zweit versuchen sie, Mathias zu verhaften, doch kann er beide Polizisten überwältigen;  in der Folge lässt er einen Hund frei, der Georges so schwer verletzt, dass dieser kurz darauf verstirbt. Beim Versuch, Schneider zu erwürgen, wird Mathias von diesem erschossen. Es stellt sich allerdings heraus, dass Mathias Sohn eines ranghohen Polizeibeamten ist; Kovalski sorgt daher für eine Vertuschung des Falles. Als Schneider mit Maries Hilfe eine neue DNA-Probe anfertigen will, wird er verhaftet.
Nach seiner Haftentlassung erfährt Schneider, dass Justine in seiner Abwesenheit seine Wohnung betreut und die Katze bei sich aufgenommen hat. Schneider erfährt von ihr auch, dass Subra in der Zwischenzeit wegen guter Führung entlassen wurde; der Mord an seinem Zimmergenossen blieb ungesühnt, da Kovalski an den vorgetäuschten Selbstmord glaubte. Als Justine erkennt, dass Subra in ihrem Haus war, sorgt Schneider dafür, dass sie zu ihrer Schwester zieht. Marie teilt ihm den aktuellen Aufenthaltsort von Subra mit. Er holt sich aus Georges Haus einen Manurhin MR 73-Revolver, den dieser von einem früheren Vorgesetzten geschenkt bekommen und einmal im Beisein Schneiders gereinigt hatte; dann hinterlässt er Marie einen Abschiedsbrief. Während Justine in einem weit entfernten Krankenhaus einen Sohn zur Welt bringt, erschlägt Schneider zunächst Kovalski und erschießt dann Subra und seine Frau im Krankenhaus, bevor er sich selbst tötet. Marie versucht vergeblich, ihn rechtzeitig zu finden und aufzuhalten. Justine wiederum nennt ihren gesunden Jungen Louis.

## Produktion
MR 73 – Bis dass der Tod dich erlöst beruht laut Filmvorspann auf wahren Begebenheiten, so verarbeitete Regisseur Marchal im Film eigene Erlebnisse aus seiner Zeit bei der Polizei. Der Film wurde von Februar bis Mai 2007 in Marseille, La Beaumaderie und Paris gedreht. Die Kostüme schuf Marie-Laure Lasson, die Filmbauten stammen von Ambre Fernandez. Der Filmtitel nimmt Bezug auf den Revolver Manurhin MR 73, den Louis Schneider im Film verwendet.
Der Film kam am 12. März 2008 in die französischen Kinos und wurde von über 916.000 Besuchern gesehen. In Deutschland erschien er am 25. Februar 2010 direkt auf DVD.
Olivier Marchal bezeichnete den Film als letzten Teil einer Polizeifilm-Trilogie, die mit Gangsters (2002) und 36 – Tödliche Rivalen (2004) begonnen hatte. In den Filmen stelle er Einsamkeit, Verrat und den Umstand, von seinem Beruf aufgezehrt zu werden, dar.

## Synchronisation
| Rolle           | Darsteller     | Synchronsprecher   |
| --------------- | -------------- | ------------------ |
| Louis Schneider | Daniel Auteuil | Gudo Hoegel        |
| Georges Matéo   | Gérald Laroche | Dieter Gring       |
| Jumbo           | Guy Lecluyse   | Wolff von Lindenau |
| Justine Maxence | Olivia Bonamy  | Katrin Decker      |
| Kovalski        | Francis Renaud | Martin L. Schäfer  |
| Ringwald        | Moussa Maaskri | Michael Betz       |

## Kritik
kino-zeit.de lobte MR 73 – Bis dass der Tod dich erlöst als „fulminante[n] und sehr düstere[n] Neo-Noir“. Der film-dienst nannte MR 73 einen „düstere[n] Polizei-Thriller mit Film-Noir-Anleihen“. Er führe einen „desillusioniert-verzweifelten Protagonisten ins Feld“ und zeichne „das Bild einer Gesellschaft, die alle Werte verloren hat“.